# Rodolfo Biagi
Rodolfo Biagi, född 14 mars 1906 i Buenos Aires, död 24 september 1969, var en av den argentinska tangomusikens stora orkesterledare, med rappa, energiska och dansanta arrangemang.